# Christian Bobin
Christian Bobin (Le Creusot, 24 de abril de 1951-Chalon-sur-Saône, 24 de noviembre de 2022) fue un escritor francés, autor de una obra fragmentaria y con tendencia moralista, que se basó en su propia vida.

## Biografía
Su padre era diseñador de una fábrica en Le Creusot. Realizó estudios de filosofía y trabajó en une fábrica de Autun y en otra de Écomusée: ambas están cerca de su lugar de nacimiento. Fue redactor de la revista Milieux. También estudió para ser enfermero en un psiquiátrico.
Desde 1980, publicó en Fata Morgana y en Gallimard; luego, en Lettres Vives. Se le empezó a conocer más con Une petite robe de fête (1991) y luego con la historia de San Francisco de Asís, Le Très-Bas.
En 1997 publicó Autorretrato con radiador (Autoportrait au radiateur), en forma de diario, donde se puede leer: «A la pregunta siempre embarazosa: ¿qué estás escribiendo ahora?, respondo que escribo sobre flores, y que otro día elegiré un tema todavía más nimio, más humilde si cabe. Una taza de café solo. Las aventuras de una flor de cerezo. Pero por ahora tengo ya mucho para ver: nueve tulipanes muriéndose de risa en un jarrón transparente. Miro su estremecimiento bajo las alas del tiempo que pasa. Tienen una manera radiante de estar indefensos, y escribo esta frase a su dictado. "Lo que constituye un acontecimiento es lo que está vivo y lo que está vivo es lo que no se protege de su pérdida"». 
En Autorretrato con radiador, afirmó con insistencia que es posible hallar alegría en la monotonía, la soledad y la pérdida. En este libro vuelve una y otra vez sobre los mismos temas: la elocuencia de la luz y las flores, el paso tranquilo del tiempo, el sentido de la escritura. Lo hace con una prosa clara y tensa.

## Obras
- Lettre pourpre, Brandes, 1977
- Le Feu des chambres, Brandes, 1978
- Le Baiser de marbre noir, Brandes, 1984
- Souveraineté du vide, Fata Morgana, 1985
- L’Homme du désastre, Fata Morgana, 1986
- Le Huitième Jour de la semaine, Lettres Vives, 1986
- Ce que disait l’homme qui n’aimait pas les oiseaux, Brandes, 1986
- Dame, roi, valet, Brandes, 1987
- Lettres d’or, Fata Morgana, 1987
- Prefacio a Gustave Roud, Air de solitude, Fata Morgana, 1988
- L’Enchantement simple, Lettres Vives, 1989
- La Part manquante, Gallimard, 1989
- Éloge du rien, Fata Morgana, 1990
- Le Colporteur, Fata Morgana, 1990
- La Vie passante, Fata Morgana, 1990
- La Femme à venir, Gallimard, 1990
- L'autre visage, Lettres Vives, 1991
- La Merveille et l’Obscur, Paroles d’Aube, 1991; entrevistas con el autor
- Une petite robe de fête, Gallimard, 1991. Trad. Un simple vestido de fiesta, Madrid, Ardora, 2006
- Le Très-Bas, Gallimard, 1992. Trad. El bajísimo, Barcelona, Thassàlia, 1997
- Un livre inutile, Fata Morgana, 1992
- Isabelle Bruges, Le temps qu'il fait, 1992
- Cœur de neige, Théodore Balmoral, 1993
- L'Éloignement du monde, Lettres Vives, 1993
- L’Inespérée, Gallimard, 1994
- L’Épuisement, Le temps qu'il fait, 1994
- Quelques jours avec elles, Le temps qu'il fait, 1994
- L’Homme qui marche, Le temps qu'il fait, 1995
- La Folle Allure, Gallimard, 1995
- Bon à rien, comme sa mère, Lettres Vives, 1995
- La Plus que vive, Gallimard, 1996. Trad. La más que viva, Libros Canto y Cuento, Jerez, 2015
- Clémence Grenouille, Le temps qu'il fait, 1996
- Une conférence d’Hélène Cassicadou, Le temps qu'il fait, 1996
- Gaël Premier, roi d’Abime et de Mornelongue, Le temps qu'il fait, 1996
- Le jour où Franklin mangea le soleil, Le temps qu'il fait, 1996
- Donne-moi quelque chose qui ne meure pas, Gallimard, 1996
- Autoportrait au radiateur, Gallimard, 1997. Trad. esp.: Autorretrato con radiador, Madrid, Ardora, 2006 ISBN: 978-84-8802-0222
- Mozart et la pluie junto a Un désordre de pétales rouges, Lettres Vives, 1997
- Geai, Gallimard, 1998
- L'Équilibriste, Le temps qu'il fait, 1998
- La Grâce de solitude, Dervy, 1998; diálogo con Jean-Michel Besnier y Jean-Yves Leloup.
- La Présence pure, Le temps qu'il fait, 1999
- Tout le monde est occupé, Mercure de France, 1999
- Ressusciter, Gallimard, 2001
- La Lumière du monde, Gallimard, 2001
- L’Enchantement simple et autres textes, Gallimard, 2001
- Paroles pour un adieu, Albin Michel, 2001
- Le Christ aux coquelicots, Lettres Vives, 2002
- Louise Amour, Gallimard, 2004
- Prisonnier au berceau, Mercure de France, 2005
- Une bibliothèque de nuages, Lettres Vives, 2006
- La Dame blanche, Gallimard, 2007
- Les Ruines du ciel, Gallimard, 2009
- Donne-moi quelque chose qui ne meure pas, Gallimard, 2010
- Carnet du soleil, Lettres Vives, 2011
- Un assassin blanc comme neige, Gallimard, 2011
- Éclat du Solitaire, Fata Morgana, 2011
- L'homme-joie, L'Iconoclaste, 2012
- «Le bouclier», en La Chair et le Souffle, vol. 8, 2013, pp. 48-56
- La Grande Vie, Gallimard, 2014
- Noireclaire, Gallimard, 2015
- La Prière silencieuse, Gallimard, 2015; Con fotos de Frédéric Dupont, texte de Christian Bobin
- Un bruit de balançoire, L'Iconoclaste, 2017
- Le Plâtrier siffleur, POESIS, 2018
- La Nuit du cœur, Gallimard, 2018
- Le Muguet rouge, Gallimard, 2022
- Les Différentes Régions du ciel, Gallimard, 2022.